# Beci
Antonio Eduardo López Beci (nacido el 12 de diciembre de 1943 en Lugo, Galicia, España) es un futbolista español que jugaba de delantero . Su único club fue el Deportivo de La Coruña, en donde jugó 9 años seguidos.y el Osasuna.

## Carrera
Comenzó su carrera en 1964 jugando para el Deportivo de La Coruña. Jugó para el club hasta 1973, cuando se retiró definitivamente del fútbol. Estuvo en el equipo durante 9 años seguidos.

## Clubes
| Club                   | País   | Año       |
| ---------------------- | ------ | --------- |
| Deportivo de La Coruña | España | 1964-1973 |